# Körperschall

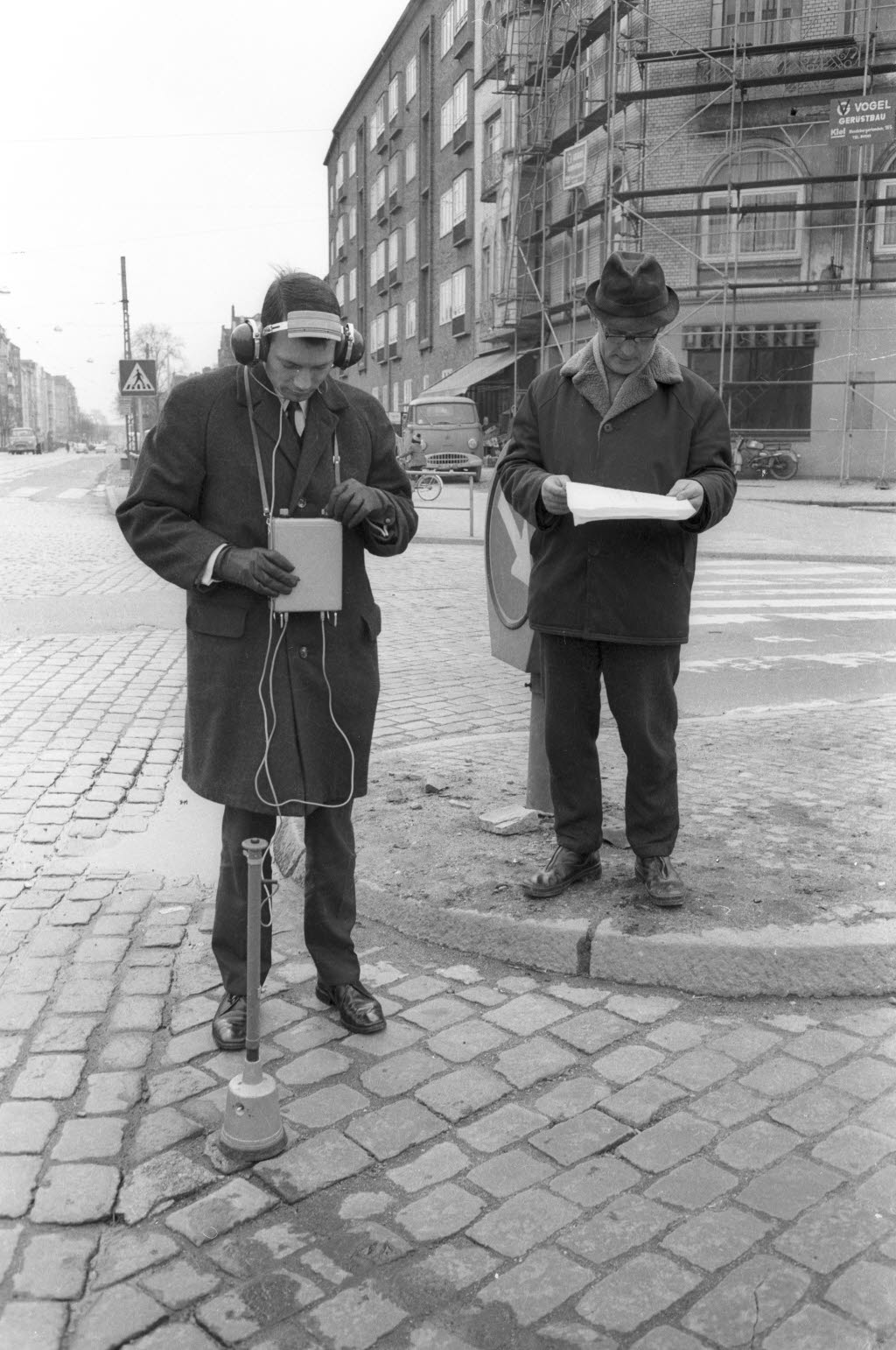
Vorführung eines Körperschallmikrofons zur Suche nach defekten Stromkabeln (1968)

Körperschall ist Schall, der sich in einem Festkörper ausbreitet. Das umfasst so unterschiedliche Phänomene wie Erschütterungen und Erdbeben, die Übertragung von Schwingungen in Gebäuden, Fahrzeugen, Maschinen usw. oder auch die zur Werkstoffprüfung eingesetzten Ultraschallwellen.
Im Bauwesen ist die Reduktion des durch Fußboden und Decke in das darunterliegende Geschoss dringenden Trittschalls durch Maßnahmen zum Trittschallschutz von Bedeutung.

## Physikalische Grundlagen
Ein Festkörper kann neben Normalspannungen auch Schubspannungen aufnehmen. Deshalb können sich in Festkörpern zwei verschiedene Arten Körperschallwellen ausbreiten, die sich unabhängig voneinander ausbreiten:
- Longitudinalwellen und
- Transversalwellen.

Die Schallgeschwindigkeit {\displaystyle c} wird beeinflusst durch verschiedene Eigenschaften des Festkörpers. Dazu gehören vor allem:
- die Dichte {\displaystyle \rho }
- die Schallhärte
- die Querkontraktionszahl {\displaystyle \nu }
- den Elastizitätsmodul {\displaystyle E} (Longitudinalwellen) und den Schubmodul {\displaystyle G={\frac {E}{2\cdot (1+\nu )}}}[1] (Transversalwellen):

{\displaystyle c_{\text{Festkörper, longitudinal}}={\sqrt {\frac {E\,(1-\nu )}{\rho \,(1-\nu -2\nu ^{2})}}}}
{\displaystyle c_{\text{Festkörper, transversal}}={\sqrt {\frac {E}{2\,\rho \,(1+\nu )}}}={\sqrt {\frac {G}{\rho }}}}
Für technische Anwendungen ist die Schallausbreitung in dünnen Bauteilen, wie Platten und Balken, von Interesse. Diese Bauteile sind begrenzte Festkörper mit schubspannungsfreier Oberfläche. Dadurch kommt es zur Kopplung von Longitudinal- und Transversalwellen, wodurch weitere Arten von Körperschallwellen entstehen.
Die bedeutendste Wellenart sind die Biegewellen, bei denen Biege-Verformungen auftreten. Die Schallgeschwindigkeit dieser Wellen ist deutlich geringer als die der Longitudinal- und Transversalwellen und sie ist frequenzabhängig (Dispersion). Andererseits transportieren Biegewellen meistens deutlich mehr Schallenergie als Longitudinal- bzw. Transversalwellen, außerdem sind sie die wesentliche Ursache für die Abstrahlung von Luftschall.

## Wahrnehmung durch den Menschen
Körperschall kann durch den Menschen vor allem bei tiefen Frequenzen taktil wahrgenommen werden. Hörbar ist nur der durch den schwingenden Festkörper abgestrahlte Luftschall.
Eine Ausnahme bildet in den Schädelknochen übertragener Körperschall, der direkt vom Innenohr wahrgenommen werden kann (Knochenleitung). Dieser Mechanismus ist nicht auf die Funktionsfähigkeit des Mittelohres angewiesen. Das wird bei Knochenleitungshörgeräten und für die Diagnose bei Schallleitungsstörungen eingesetzt.

## Messung

### Tonabnehmer
Kontaktmikrofone, Körperschallmikrofone oder Tonabnehmer für Musikinstrumente sind Beschleunigungssensoren, welche meist den piezoelektrischen Effekt verwenden, um die Beschleunigung in elektrische Signale zu wandeln. Die Sensoren arbeiten meist in dem Frequenzbereich, der für den Menschen wahrnehmbar ist, und werden auf die Oberfläche des Instruments montiert. Damit wird der Körperschall eines Instrumentes dort aufgenommen, wo eine Beschleunigung der Oberfläche stattfindet. Das mit einem Kontaktmikrofon aufgenommene Signal eines Instrumentes kann dem Signal eines Mikrofons, welches den Luftschall aufnimmt, sehr ähnlich sein. Dafür muss es auf dem Instrument in einem geeigneten Bereich platziert werden. Unter bestimmten Bedingungen sind solche Geräte geeignet, um Körperschall zu messen.

### Technische Anwendungen
Die Aufnahme und Analyse von Körperschall spielt in der Technik eine große Rolle. So können die akustischen Eigenschaften von Kraftfahrzeugen oder auch der technische Zustand (Verschleiß der Lager, kritische Zustände bei der spanabhebenden Bearbeitung) von Maschinen und Generatoren kontrolliert werden. Weiterhin können mit entsprechenden Messungen Rissentstehung und Materialversagen registriert werden. Ein Beispiel hierzu sind Einbruchsensoren an Fensterscheiben. Die dabei verwendeten Tonabnehmer arbeiten wie bei den Musikinstrumenten auf der Basis des piezoelektrischen Effektes (Piezoeffekt). Die Auswertung der gewonnenen elektrischen Signale umfasst das Auffinden charakteristischer Frequenzanteile und Schallamplituden.
Körperschallmelder werden eingesetzt, um Manipulationen an Objekten zu detektieren. Meist sind sie Bestandteil einer Einbruchmeldeanlage. 
Seismometer registrieren prinzipiell ebenfalls Körperschall, jedoch mit größeren Wellenlängen. Anhand natürlicher oder künstlicher seismischer Ereignisse ist man in der Lage, Ort und Art der Ereignisse zu bestimmen sowie auch Untersuchungen des Erdinneren vorzunehmen. Aufgrund unterschiedlicher Ausbreitungsgeschwindigkeit der Longitudinal- und Transversalwellen sowie deren Reflexion und Beugung an Schichtstrukturen gibt es eine Vielzahl von Messdaten, die ausgewertet werden können.